# Mònada
Mònada (del grec μονάς, "unitat, un, sol, únic") és un concepte filosòfic que al·ludeix a la font, a l'Un, d'acord amb els pitagòrics, fou un terme per a Déu o el primer ésser o la unitat originària, o per a la totalitat de tots els éssers, amb el significat de «sense divisió».
Per als pitagòrics, la generació de la sèrie dels números es relaciona amb objectes de la geometria, així com amb la cosmogonia. Diògenes Laerci, de la mònada s'evoluciona a la díada, d'ella als números, dels números als punts, després a les línies, les entitats de dues dimensions, les entitats de tres dimensions, els cossos i, finalment, els quatre elements: terra, aigua, foc i aire, a partir dels quals es construeix la resta del món.

## Història
Segons Hipòlit de Roma, aquest punt de vista fou inspirat pels pitagòrics, que anomenaren la primera cosa en existir la mònada, que engendrà la díada, que engendrà els números, que engendrà el punt, generant línies o finitud, etc.
Arquites de Tàrent i Procle varen distingir la mònada de l'u absolut.
Plató a Filebo, V 15 b, definí les mònades com idees per evidenciar llur essencialitat i llur llunyania de la realitat empírica.
Els filòsofs pitagòrics i platònics com Plotí i Porfiri condemnaren el gnosticisme pel seu tractament de la mònada o l'U.